# Valenciano alicantino

Distribución del valenciano alicantino.

Subdialectos del valenciano.

El valenciano alicantino (o alacantí) es el subdialecto del valenciano que se habla en las comarcas del sur de la Comunidad Valenciana, así como en la zona de El Carche de la Región de Murcia. 
En algunos tratados de dialectología, se le considera un subdialecto del valenciano meridional.
Tiene las siguientes características:
- Absorción de la i semivocal [j] en el conjunto -ix-: [ˈkaʃa] (caixa).
- Paso del diptongo [ow] a [au]: [ˈbaw] (bou), [ˈaw] (ou), [ˈpaw] (pou).
- Caída de la -d- intervocálica que se extiende al sufijo -uda: grenyua (grenyuda), vençua (vençuda). Arbitrariamente pasa lo mismo con otras palabras: roa (roda), caïra (cadira), poer (poder). En el Bajo Vinalopó casi todas las -d- intervocálicas se eliden.
- Caída de la -s- intervocálica en el sufijo -esa: bellea (bellesa), vellea (vellesa), perea (peresa), naturalea (naturalesa), riquea (riquesa).